# Olaf Ditlev-Simonsen
Olaf Christian Ditlev-Simonsen Jr. (Dypvåg, 2 de janeiro de 1897 — Oslo, 19 de fevereiro de 1978) foi um velejador, futebolista, administrador esportivo e empresário norueguês, medalhista olímpico. Ele competiu nos Jogos Olímpicos de Verão de 1936 na classe 8 Metre e conquistou a medalha de prata na disputa realizada a bordo do Silja com John Ditlev-Simonsen, Hans Struksnæs, Lauritz Schmidt, Jacob Thams e Nordahl Wallem. Ele também foi convocado cinco vezes pela Seleção Norueguesa de Futebol, a primeira em 1915.
Na navegação, ele abriu sua própria empresa em 1936. Foi membro do conselho da Norwegian Shipowners' Association por algum tempo e, durante a Segunda Guerra Mundial, trabalhou na Suécia, a partir de 1943 como chefe regional da Nortraship. De 1945 a 1949 presidiu o conselho fiscal da Det Norske Veritas. Ditlev-Simonsen estava entre vários noruegueses proeminentes presos como reféns pelos alemães durante a ocupação da Noruega. Após sua prisão, ele foi transferido para o campo de concentração de Grini em 13 de janeiro de 1942 e recebeu o número de prisioneiro 1274, sendo libertado em 21 de setembro de 1942. Seu irmão John também foi preso e mantido como refém pelos alemães.
Ele foi condecorado com a Ordem do Mérito Real em 1947 e foi Comandante da Ordem de Santo Olavo (1952), da Ordem do Leão da Finlândia, da Ordem de Vasa, da Ordem da Estrela Polar, da Ordem do Mérito da República Italiana e a Ordem de Orange-Nassau. Ele era um Cavaleiro da Ordem do Dannebrog.